# Grade Point Average
Het Grade Point Average (GPA) is een schoolcijfer waarbij de gemiddelde tentamencijfers worden gewogen naar studiepunten. Dit cijfer wordt vooral gebruikt in de Engelstalige wereld, maar wordt ook in Nederland steeds vaker gebruikt. Het GPA wordt gebruikt als graadmeter om de prestatie van studenten aan hogescholen en universiteiten weer te geven.

## Berekening
1. Geldend tentamenresultaat × ECTS = Quality Points (QP)
2. Totaal aantal behaalde Quality Points / Totaal aantal behaalde ECTS = gemiddeld tentamenresultaat
3. Gemiddeld tentamenresultaat koppelen aan het bijbehorende grade point

### Voorbeeld
Tentamen/examenresultaat van twee vakken (in totaal 9 studiepunten):
| Nederlands cijfer | Studiepunten   |
| ----------------- | -------------- |
| 8                 | 2 studiepunten |
| 6                 | 7 studiepunten |

Stappen:
1. 8 * 2 SP + 6 * 7 SP = 58
2. 58 / 9 SP = 6.44 (gemiddeld cijfer op 10)
3. Aangezien dit een Nederlands cijfer is, komt dit overeen met de range 6,40 - 6,69 en is het bijhorende GPA-getal dus 2,3.

## Omrekentabel
Onderstaande tabel is een benadering.
| Nederlands cijfer | Belgisch cijfer | Letter grade | GPA |
| ----------------- | --------------- | ------------ | --- |
| 8,60 - 10,00      | 17,20 - 20,00   | A+           | 5   |
| 8,00 - 8,59       | 16,00 - 17,18   | A            | 4   |
| 7,70 - 7,99       | 15,40 - 15,98   | A-           | 3,7 |
| 7,40 - 7,69       | 14,80 - 15,38   | B+           | 3,3 |
| 7,00 - 7,39       | 14,00 - 14,78   | B            | 3   |
| 6,70 - 6,99       | 13.40 - 13.98   | B-           | 2,7 |
| 6,40 - 6,69       | 12,80 - 13.38   | C+           | 2,3 |
| 6,00 - 6,39       | 12,00 - 12,78   | C            | 2   |
| 5,60 - 5,99       | 11,20 - 11,98   | C-           | 1,7 |
| 5,40 - 5,59       | 10,80 - 11,18   | D+           | 1,3 |
| 4,50 - 5,39       | 9,00 - 10.78    | D            | 1   |
| 0,00 - 4,49       | 0,00 - 8.98     | F            | 0   |